# Sistem de numerație
Un sistem de numerație este un sistem lingvistic și un mod de notație matematică pentru reprezentarea  numerelor folosind în mod coerent un set de simboluri (cifre). În funcție de tipul sistemului, notația „11” poate fi interpretată ca doi (într-un sistem unar), trei (într-un sistem binar), unsprezece (într-un sistem zecimal) sau altă valoare într-un sistem cu o anumită  bază.
Mai scurt, un sistem de numerație este format din totalitatea regulilor de reprezentare a numerelor cu ajutorul unor simboluri numite cifre.
În mod ideal, un sistem de numerație ar trebui:
- să poată reprezenta numerele uzuale,  întregi sau fracționare;
- să reprezinte un număr într-un mod unic;
- să reflecte structura aritmetică și  algebrică a numerelor.